# Паніхідніков Андрій Олексійович
Андрій Олексійович Паніхідніков (23 жовтня 1923, Стаєво — 2 лютого 1994, Київ) — Герой Радянського Союзу, в роки німецько-радянської війни командир шабельного взводу 12-го гвардійського кавалерійського полку 3-ї гвардійської кавалерійської дивізії 2-го гвардійського кавалерійського корпусу 1-го Білоруського фронту, гвардії старший лейтенант.

## Біографія
Народився 23 жовтня 1923 року в селі Стаєво Мічурінського району Тамбовської області в родині робітника. Росіянин. Член КПРС з 1949 року. Закінчив середню школу.
У червні 1941 року призваний до лав Червоної Армії. У боях німецько-радянської війни з червня 1941 року. У 1942 році закінчив Тамбовське кавалерійське училище. Воював на 1-му Білоруському фронті. Відзначився в боях з ворогом у районі населеного пункту Фледерборн, нині Подгає, на південь від польського міста Оконек.
31 січня — 1 лютого 1945 року, коли взвод брав участь у відбитті ворожих атак, А. О. Паніхідніков підбив протитанковими гранатами дві штурмових гармати противника. У цьому бою він був двічі поранений, але, попри це, продовжував вести бій і не пропустив ворога.
Указом Президії Верховної Ради СРСР від 24 березня 1945 року за зразкове виконання бойових завдань командування і проявлені при цьому мужність і героїзм гвардії старшому лейтенанту Андрію Олексійовичу Паніхіднікову присвоєно звання Героя Радянського Союзу з врученням ордена Леніна і медалі «Золота Зірка» (№ 5828).

Могила паніхіднікова А. О.

Після закінчення війни продовжував службу в армії. У 1951 році закінчив Свердловський юридичний інститут. З 1979 року полковник юстиції А. О. Паніхідніков — в запасі. Жив у Києві. Помер 2 лютого 1994 року. Похований у Києві на Міському кладовищі «Берківці».
Нагороджений орденом Леніна, орденом Вітчизняної війни 1-го ступеня, орденом Вітчизняної війни 2-го ступеня, орденом Червоної Зірки, медалями.